# Talheim (bij Heilbronn)
Talheim is een plaats in de Duitse deelstaat Baden-Württemberg, en maakt deel uit van het Landkreis Heilbronn.
Talheim telt 4.992 inwoners.

## Vroege geschiedenis
Die Gemarkung Talheim war bereits in der Jungsteinzeit besiedelt. Skelett- und Keramikreste weisen auf eine Siedlung der Bandkeramiker um etwa 5000–4900 v. Chr. hin. 1983 wurden hier 34 Skelette jungsteinzeitlicher Menschen gefunden, die alle Spuren eines Kampfes aufwiesen. Dieser Kampf wurde seitdem als Massaker von Talheim bekannt, die Funde wurden in Ausstellungen der Öffentlichkeit vorgestellt.
Isotopenanalyses van het tandglazuur toonden aan dat de doden tot drie groepen behoorden, waarvan er slechts één ter plekke leefde. Een interpretatie neemt daarom aan dat, door het ontbreken van vrouwelijke botten van deze groep rovers, het een vrouwelijke rooftocht uit het stenen tijdperk was. Onderzoekers van de Universiteit van Durham en het Staatsbureau voor Monumentenzorg in Konstanz vermoeden "dat vrouwen tijdens de slachting opzettelijk werden gespaard door de aanvallers en vervolgens werden ontvoerd"."

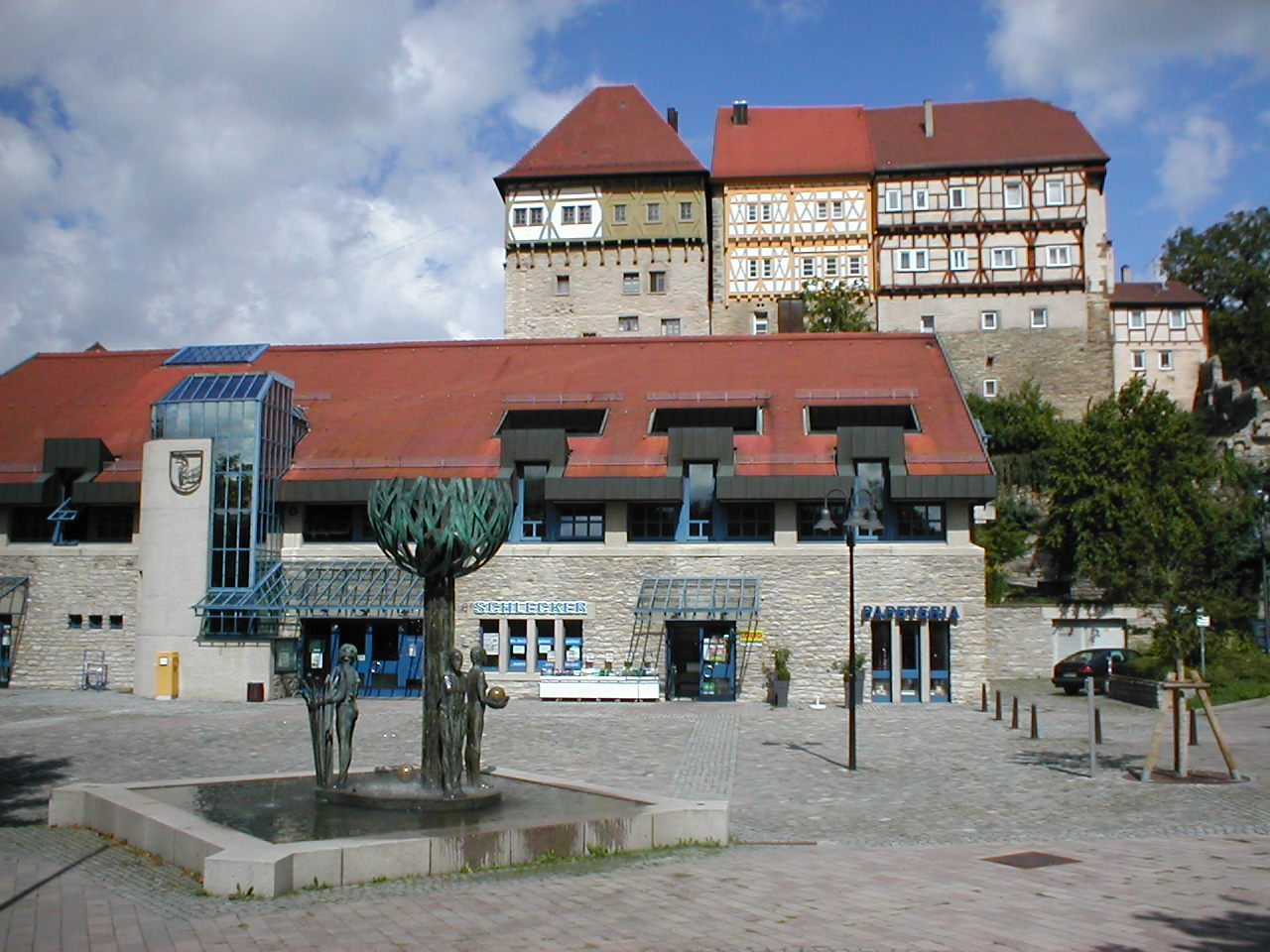
Town Hall with castle
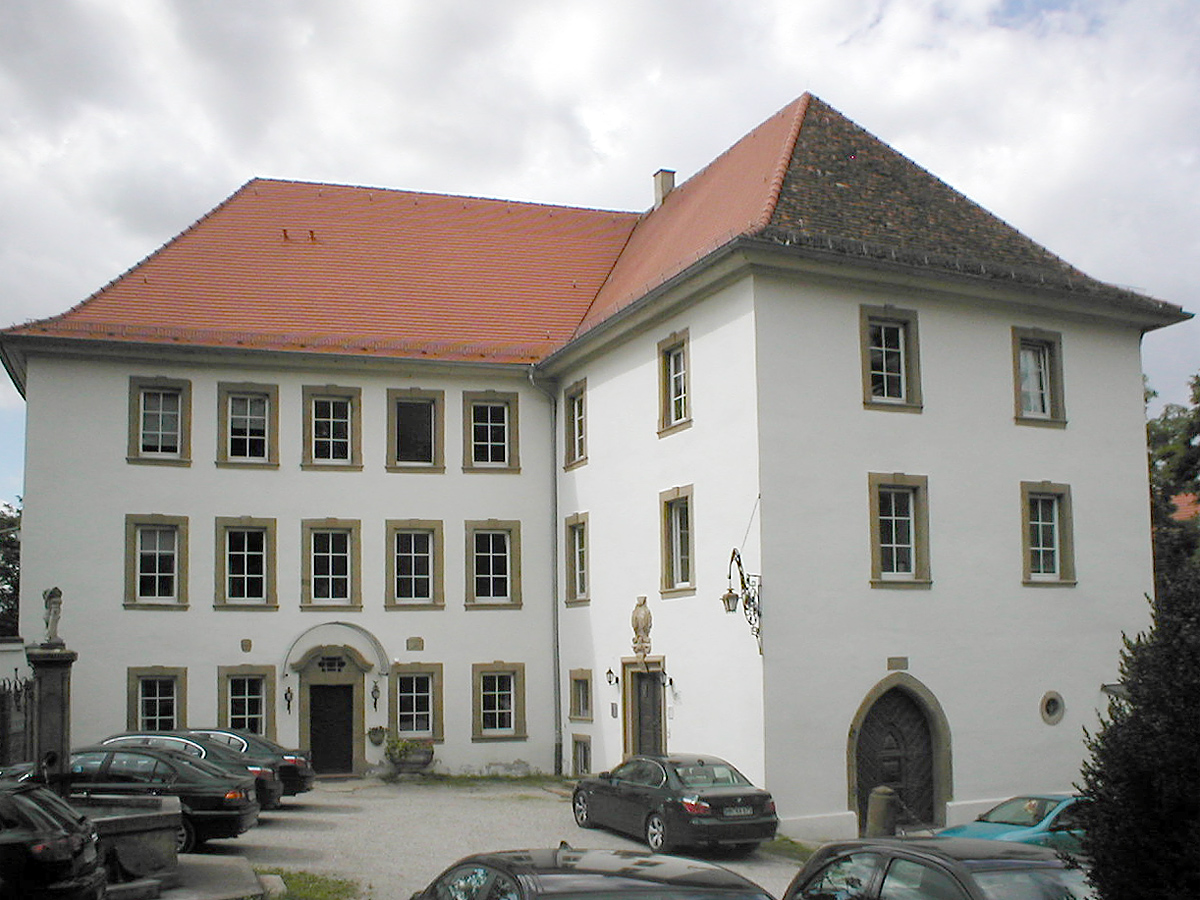
Unteres Schloss an der Sontheimer Straße
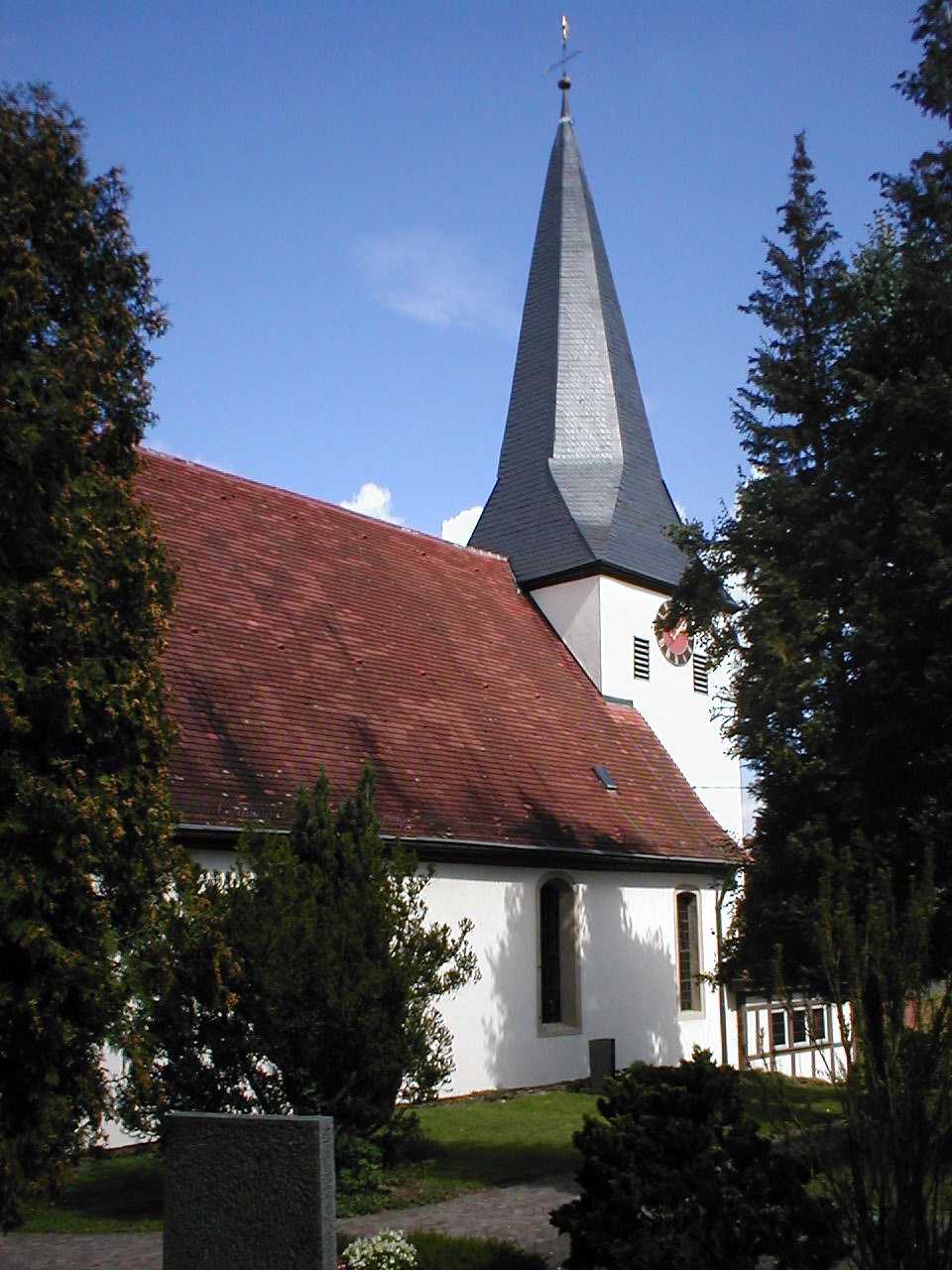
Evang. Kilianskirche
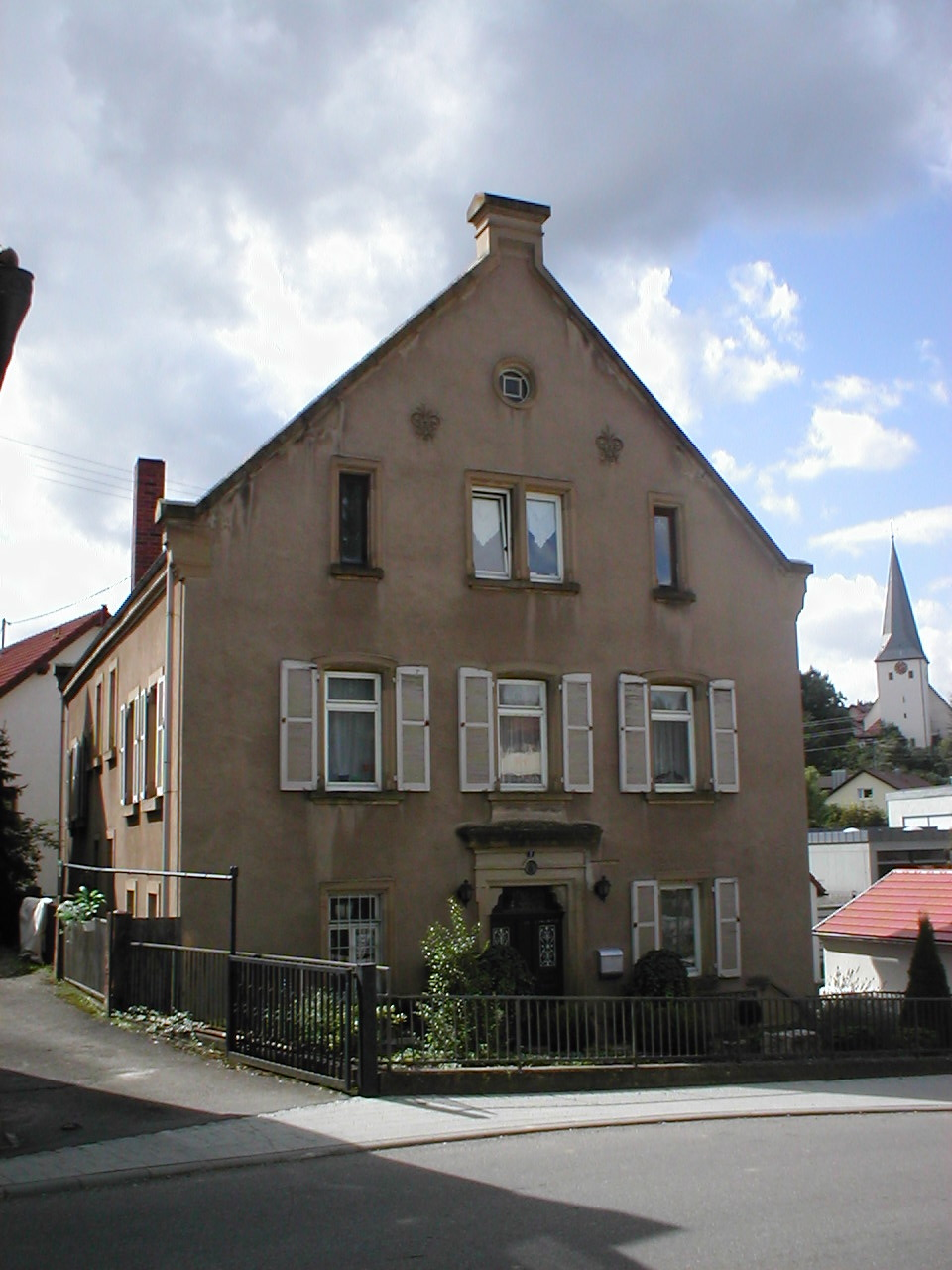
Evang. Pfarramt
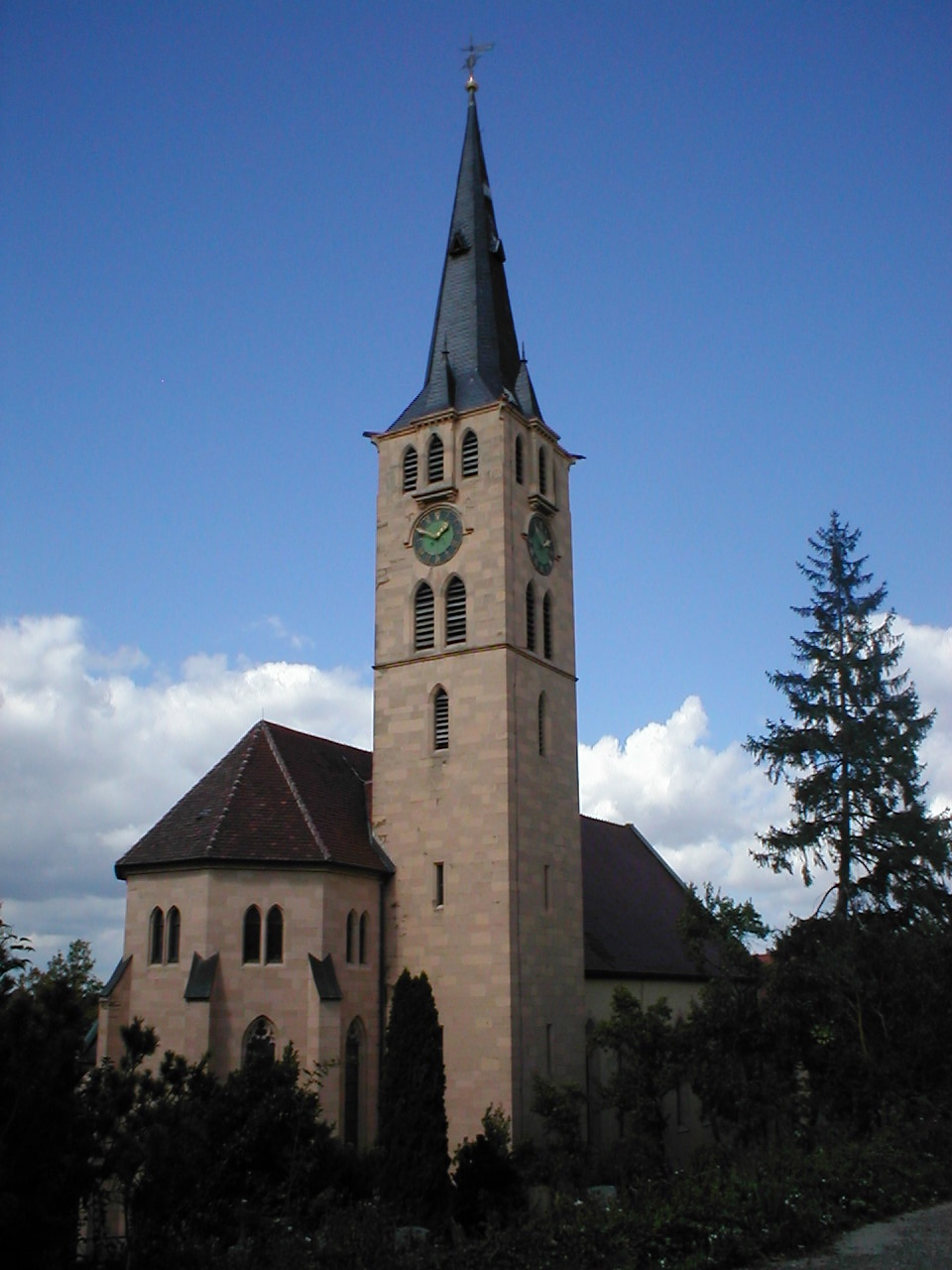
Katholische Kirche
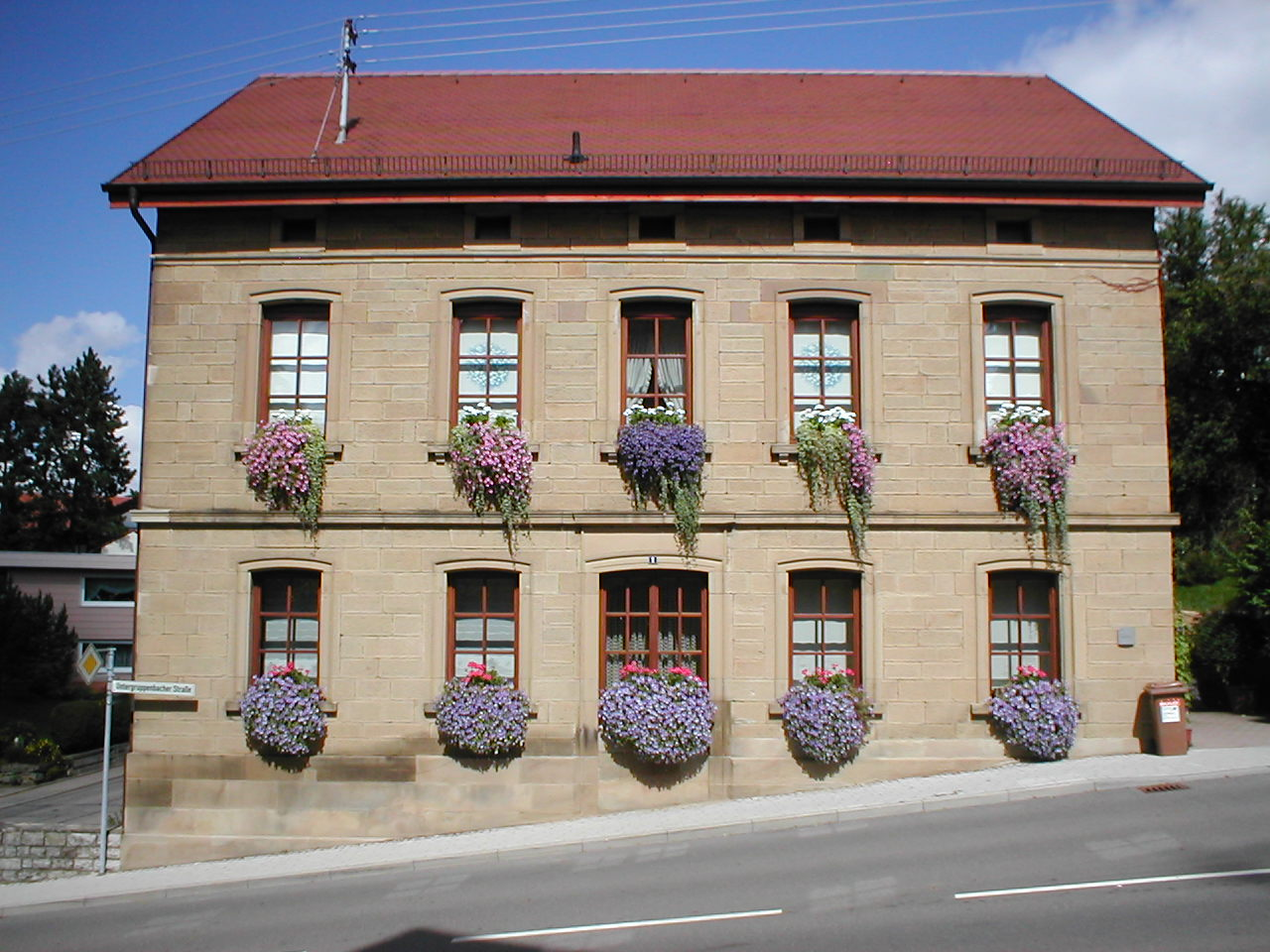
Kath. Pfarrhaus
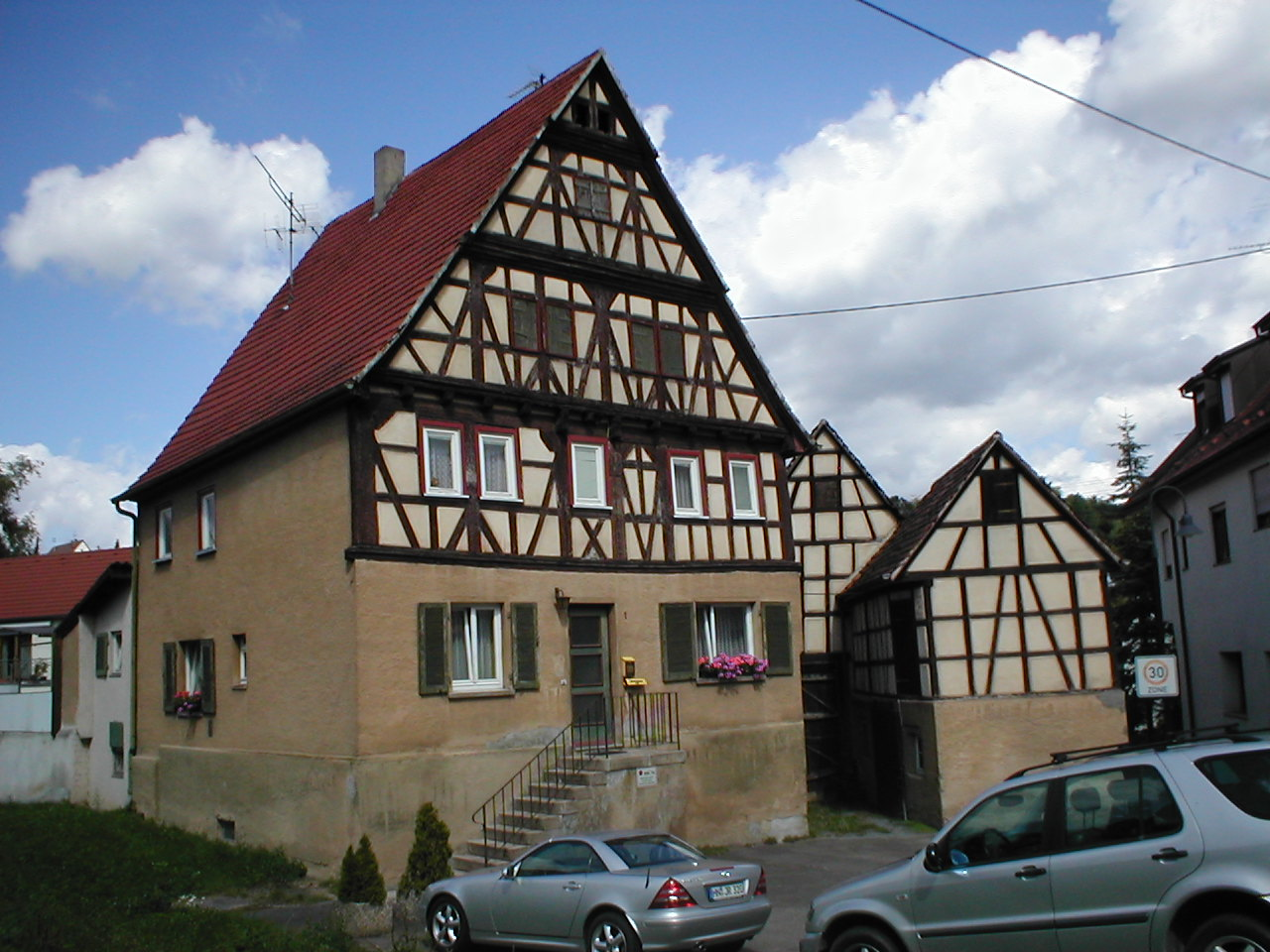
Fachwerkbau in der Zehentgasse
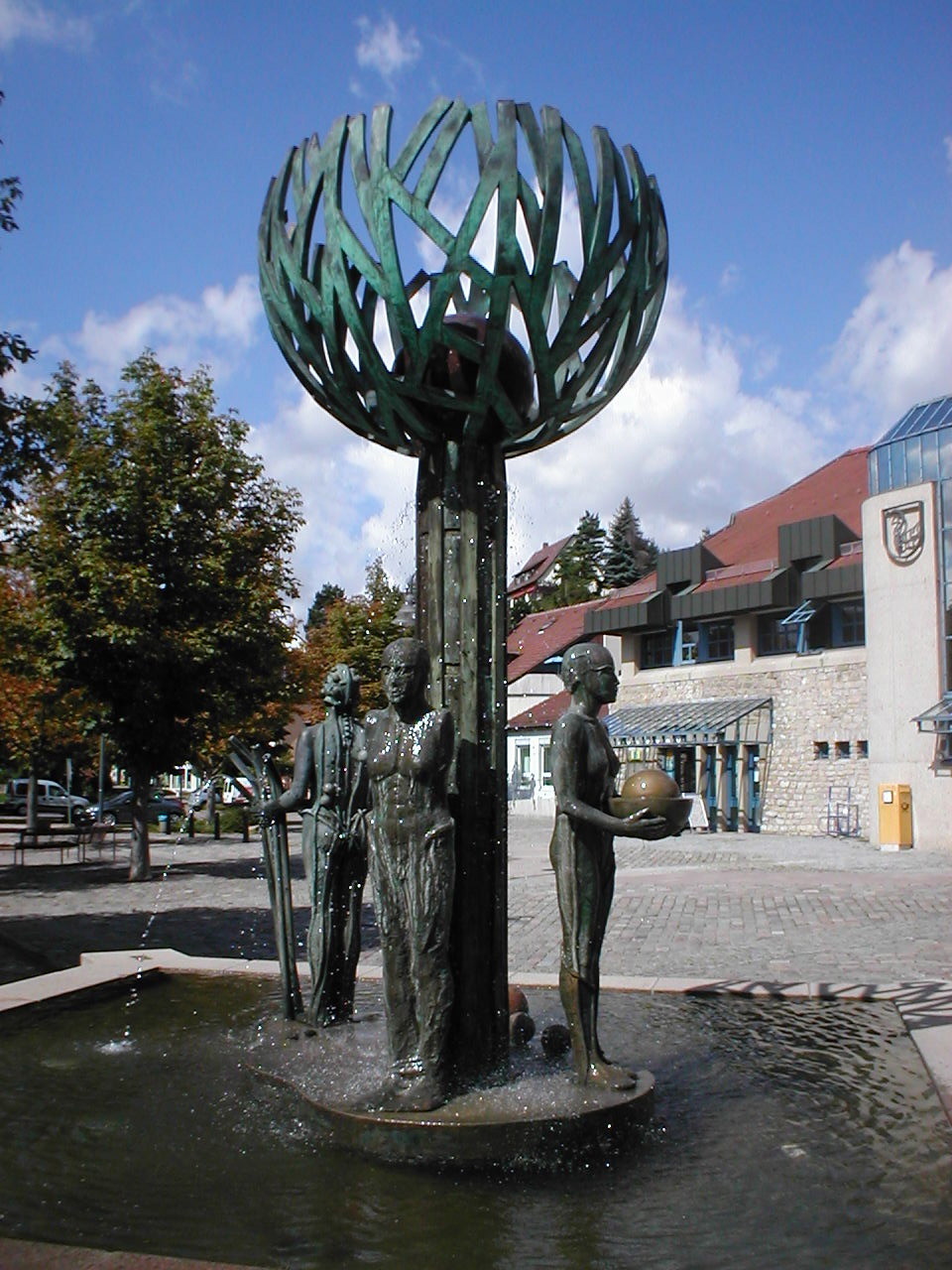
Jahreszeitenbrunnen

Abstatt ·
Bad Friedrichshall ·
Bad Rappenau ·
Bad Wimpfen ·
Beilstein ·
Brackenheim ·
Cleebronn ·
Eberstadt ·
Ellhofen ·
Eppingen ·
Erlenbach ·
Flein ·
Gemmingen ·
Güglingen ·
Gundelsheim ·
Hardthausen am Kocher ·
Ilsfeld ·
Ittlingen ·
Jagsthausen ·
Kirchardt ·
Langenbrettach ·
Lauffen am Neckar ·
Lehrensteinsfeld ·
Leingarten ·
Löwenstein ·
Massenbachhausen ·
Möckmühl ·
Neckarsulm ·
Neckarwestheim ·
Neudenau ·
Neuenstadt am Kocher ·
Nordheim ·
Obersulm ·
Oedheim ·
Offenau ·
Pfaffenhofen ·
Roigheim ·
Schwaigern ·
Siegelsbach ·
Talheim ·
Untereisesheim ·
Untergruppenbach ·
Weinsberg ·
Widdern ·
Wüstenrot ·
Zaberfeld